# Burnout Paradise
Burnout Paradise is een computerspel in de Burnout-serie van racespellen. Het spel is ontwikkeld door Criterion Games en uitgegeven door Electronic Arts. Het is verkrijgbaar voor de PlayStation 3, Xbox 360, Microsoft Windows en de Nintendo Switch. Tony Crowther werkte mee aan de productie van dit spel. Burnout Paradise speelt zich af in een open wereld bekend als Paradise City. Het nummer Paradise City van Guns N' Roses is het themanummer van het spel.

## Gameplay
Burnout Paradise speelt zich af in een open wereld met 60 beelden per seconde. De crash mode, nu Showtime genoemd, kan overal in het spel gestart worden. Voor de race kan de speler elke route nemen om naar de finish te geraken. Races en andere evenementen kunnen gestart worden door te stoppen voor een van de 120 verkeerslichten en tegelijkertijd op gas en remmen te drukken.
De manier waarop auto's schade krijgen is ook veranderd. Er zijn verschillende soorten crashes, afhankelijk van de conditie van de auto na de crash. Als de auto van de speler alle vier wielen over heeft en het onderstel nog intact is, kan de speler van de crash wegrijden en verder spelen. Als de speler één of meer wielen verliest of als de motor te beschadigd is, dan is de auto verwoest en moet de speler wachten tot de auto zich hervat.
Wanneer de singleplayer-modus gestart is, krijgt de speler een startersrijbewijs en een auto.
Wanneer de speler evenementen wint krijgt hij/zij punten en wanneer de speler genoeg punten heeft krijgt hij/zij een beter rijbewijs.

### Evenementen
- Race - Races bestaan uit de speler en minstens één andere auto. De speler krijgt een locatie waar hij of zij moet zijn. De speler kan elke route nemen om bij de finish te komen. De eerste die de finish haalt wint; er zijn geen beloningen of prijzen als de speler op de tweede of derde plaats komt. Online races hebben ook controleposten die spelers moet passeren voordat ze de finish bereiken.
- Road Rage - De speler moet een bepaald aantal auto's stuk rijden, oftewel een takedown geven. De speler wint wanneer hij of zij het aantal takedowns haalt of voor het einde van de tijdlimiet.
- Marked Man - De speler krijgt een bestemming. Minstens één andere auto probeert de speler te stoppen voordat hij of zij aan de bestemming geraakt. De speler wint als de auto op de bestemming geraakt. Er is geen tijdslimiet.
- Stunt Run - De speler krijgt een doelscore. De speler moet punten scoren door boost te gebruiken, sprongen te maken, te driften en andere stunts uit te voeren.
- Burning Route - De speler heeft een specifieke auto nodig om dit evenement te starten. Hierin moet de speler binnen de tijdslimiet naar een bestemming racen. Wanneer dit evenement behaald is wint de speler een geüpgradede versie van de auto waarmee ze geracet hebben.

## Soundtracks
Burnout Paradise heeft een aantal soundtracks met als commentator DJ Atomica en de fictieve radiozender "Crash FM" keert terug.

## Ontvangst
Het spel had overal positieve recensies gekregen. Metacritic gaf het een 88/100 voor de Xbox 360-versie en 87/100 voor de PlayStation 3-versie. Het spel bood geen mogelijkheid om een evenement te herstarten wanneer het bezig is. Criterion gaf hierop als commentaar dat dit in hun ogen geen probleem was en dat een optie om een evenement te herstarten alleen maar tot extra laadtijd zou leiden. Maar in een latere update werd het toch mogelijk om tijdens een evenement het betreffende evenement te herstarten door met de pijltjesknop het menu te openen.
| Beoordeeld door   | Platform | Datum            | Score |
| ----------------- | -------- | ---------------- | ----- |
| EmpireOnline.com  | Xbox 360 | 2008             | 100%  |
| TeamXbox          | Xbox 360 | 18 januari 2008  | 92%   |
| Console Obsession | Xbox 360 | 2008             | 90%   |
| Video Games Daily | Xbox 360 | 27 januari 2008  | 90%   |
| ComputerGames.ro  | Xbox 360 | 23 april 2008    | 90%   |
| UOL Jogos         | Xbox 360 | 1 februari 2008  | 90%   |
| Planet Xbox 360   | Xbox 360 | 26 januari 2008  | 90%   |
| Game Captain      | Xbox 360 | 31 januari 2008  | 89%   |
| IGN               | Xbox 360 | 16 januari 2008  | 88%   |
| Metacritic        | Xbox 360 | 5 september 2008 | 88%   |
| Metacritic        | PS3      | 5 september 2008 | 87%   |
| Metacritic        | PC       | 5 september 2008 | 87%   |
| Console Monster   | Xbox 360 | 3 februari 2008  | 82%   |

## Download
Op 25 september 2008 heeft Criterion verklaard dat Burnout Paradise gedownload zal kunnen worden voor de PlayStation Store. Wanneer het spel geïnstalleerd wordt zullen al de updates ook geïnstalleerd worden.

## Windowsversie
Op 9 mei 2008 kondigde Criterion aan dat Burnout Paradise ook voor Windows zal uitkomen.

## Uitbreidingen
Burnout Paradise heeft vele updates gekregen sinds het voor het eerst werd uitgebracht. Hier volgt een lijst van de updates.

### Codename: Bogart
De eerste update repareerde verschillende glitches en werd uitgebracht op 18 april 2008 voor de Xbox 360 en op 24 april 2008 voor de PlayStation 3.

### Codename: Cagney
De "Cagney" update was uitgebracht op 10 juli 2008 voor de PlayStation 3 en op 4 augustus 2008 voor de Xbox 360. De update introduceerde drie nieuwe Freeburn multiplayer modi, Online Stunt Run, Marked Man en Road Rage. Bij Online Stunt Run kunnen maximaal acht spelers tegelijkertijd strijden voor de hoogste stuntscore in twee minuten. In Road Rage worden de deelnemende spelers opgesplitst in twee teams, een moet racen naar de finish en de anderen moeten ze laten crashen. Bij Marked Man is één speler het doelwit. Die speler kan de andere spelers niet zien op de kaart, kan geen boost gebruiken en heeft daardoor een trager voertuig. Het doelwit zal 1 punt verdienen als hij of zij overleeft of een andere speler laat crashen. De andere spelers krijgen een punt als zij het doelwit laten crashen. Hierna zal elke speler een keer het doelwit zijn.

### Motoren
Motoren werden uitgebracht op 18 september 2008 samen met een dag- en nachtcyclus.

### Trofeeën
Op 25 september 2008 werden trofeeën uitgebracht voor PlayStation 3.

### Big Surf Island
Op 11 juni 2009 werd de Big Surf Island-update uitgebracht, waarbij een gloednieuw eiland aan het spel werd toegevoegd samen met 9 nieuwe auto's en 15 nieuwe races.

## Trivia
- Het spel is opgenomen in het boek 1001 Video Games You Must Play Before You Die van Tony Mott.